# Friedrich Gerstäcker
Friedrich Gerstäcker (ur. 10 maja 1816 w Hamburgu; zm. 31 maja 1872 w Brunszwiku) – pisarz niemiecki. Po latach licznych wędrówek i podróży powstały jego liczne powieści przygodowo-podróżnicze, głównie o Ameryce Północnej.

## Dzieła
- Streif- und Jagdzüge dirch die Vereinigten Staaten Nordamerikas, 1844
- Die Regulatoren in Arkansas, 1846
- Die deutschen Auswanderer. Fahrten und Schicksale, 1847
- Mississippi-Bilder, 1847
- Reisen um die Welt, 1847
- Die Flußpiraten des Mississippi, 1848
- Amerikanische Wald- und Strombilder, 1849
- Pfarre und Schule, 1849
- Amerikanische Wald- und Strombilder, 1849
- Pfarre und Schule, 1849
- Wie ist es denn nun eigentlich in Amerika?, 1849
- Reisen, 1853
- Der Wahnsinnige, 1853
- Aus zwei Welttheilen, 1854
- Fritz Wildau's Abenteuer zu Wasser und zu Lande, 1854
- Tahiti, 1854
- Aus der See, 1855
- Aus Nord- und Südamerika, 1855
- Nach Amerika, 1855
- Californische Skizze, 1856
- Der kleine Walfischfänger, 1856
- Das alte Haus, 1857
- Aus dem Matrosenleben, 1857
- Die beiden Sträflinge, 1857
- Der kleine Goldgräber in Kalifornien, 1857
- Eine Gemsjagd in Tyrol, 1857
- Herrn Mahlhuber's Reiseabenteuer, 1857
- Waidmanns Heil, 1857
- Die Welt im kleinen. Für die kleine Welt, 1857
- Blauwasser, 1858
- Der erste Christbaum, 1858
- Der Flatbootmann, 1858
- Gold, 1858
- Hell und Dunkel, 1859
- Inselwelt, 1860
- Der Kunstreiter, 1861
- Unter dem Aequator, 1861
- Achtzehn Monate in Süd-Amerika, 1862
- Heimliche und unheimliche Geschichten, 1862
- Aus meinem Tagebuch, 1863
- Die Colonie, 1864
- Im Busch, 1864
- Das Märchen von dem Schneider, der Bauchschmerzen hatte, 1864
- Der Wilderer, 1864
- General Franco, 1865
- Pätz und Putz, 1865
- Sennor Aguila, 1865
- Unter Palmen und Buchen, 1865
- Wilde Welt, 1865
- Der Erbe, 1867
- Eine Mutter, 1867
- Unter den Penchuenchen, 1867
- Hüben und drüben, 1868
- Die Missionäre, 1868
- Neue Reisen, 1868
- Kreuz und quer, 1869
- Ein Parcerie-Vertrag, 1869
- Die Blauen und die Gelben, 1870
- Buntes Treiben, 1870
- Nach dem Schiffbruch, 1870
- Das Wrack des Piraten, 1870
- In Mexico, 1871
- Verhängnisse, 1871
- Im Eckfenster, 1872
- In Amerika, 1872
- Ein Plagiar, 1872

## Opracowania
- Richard Allen Couch: Friedrich Gerstäcker's novels of the American frontier. Ann Arbor, MI: UMI 2000.
- Gerhard Erler: Reisebilder von Gerstäcker bis Fontane. Frankfurt am Main u.a.: Ullstein 1984. (= Ullstein Buch; 20 497) ISBN 3-548-20497-X
- Bernhard Jacobstroer: Die Romantechnik bei Friedrich Gerstäcker. Greifswald: Univ. Diss. 1914.
- Thomas Ostwald: Friedrich Gerstäcker, Leben und Werk. 2., korr. u. erg. Aufl. Braunschweig: Graff 1977. ISBN 3-87273-019-3
- Jeffrey L. Sammons: Ideology, mimesis, fantasy. Charles Sealsfield, Friedrich Gerstäcker, Karl May, and other German novelists of America. Chapel Hill u.a.: Univ. of North Carolina Press 1998. (= University of North Carolina studies in the Germanic languages and literatures; 121) ISBN 0-8078-8121-X
- Erich Seyfarth: Friedrich Gerstaecker. Ein Beitrag zur Geschichte des exotischen Romans in Deutschland. Freiburg im Breisgau: Univ. Diss. 1930.
- Anton Zangerl: Friedrich Gerstäcker (1816-1872) - Romane und Erzählungen. Struktur und Gehalt. Bern u.a.: Lang 1999. (= Narratio; 15) ISBN 3-906762-76-9